# مارك دوفور (سياسي)
مارك دوفور هو طبيب عيون وسياسي سويسري، ولد في 21 أبريل 1843 في سويسرا، وتوفي في 29 يوليو 1910 في سويسرا.